# Shaman (álbum)
Shaman es el décimo noveno álbum de estudio lanzado al mercado el 22 de octubre de 2002, por la banda de Rock Latino Santana. La banda debutó en el número 1 en el Billboard 200 con la primera semana de ventas de 298.973. Fue certificado Doble Platino por la RIAA y Oro en Grecia.
El álbum contó con la participación de varios artistas musicales como lo son: Musiq, Michelle Branch, Seal, Macy Gray, Tabou Combo, Plácido Domingo, la banda P.O.D. (con Sonny Sandoval, Marcos Curiel, Traa Daniels, Wuv Bernardo), Chad Kroeger de Nickelback, Alex Band de The Calling, Dido, Alejandro Lerner, la banda Ozomatli, Citizen Cope y entre otros.
El primer sencillo del álbum fue "The Game of Love", con Michelle Branch. "Why Don't You & I", con Chad Kroeger de Nickelback, también fue regrabado como único en 2003, que contó con Alex Band de The Calling.
Al igual que el anterior álbum, Supernatural, Shaman contó con varios famosos de rock, hip hop y pop artistas, así como la estrella de ópera español, Plácido Domingo.
El álbum es actualmente el más largo y conocido de Santana hasta la fecha.
Como curiosidad, en 2003, en México, cuando entraba la compañía Telefonica Movistar al mercado de Telefonía móvil en México esta decidió usar el tema "The Game Of Love" como canción de sus anuncios publicitarios y promociones, al grado que un tiempo al comprar un teléfono prepagado o bien contratar un plan de pospago con la empresa, se le obsequiaba este mismo álbum, puesto que en el venía la canción mencionada.

## Lista de canciones
| N.º | Título                                           | Escritor(es)                                                                  | Duración |  |
| 1.  | «Adouma»                                         | Angélique Kidjo, Jean Hebrail                                                 | 4:15     |  |
| 2.  | «Nothing at All» (con Musiq)                     | Rob Thomas, Cori Rooney                                                       | 4:28     |  |
| 3.  | «The Game of Love» (con Michelle Branch)         | Gregg Alexander, Rick Nowels                                                  | 4:15     |  |
| 4.  | «You Are My Kind» (con Seal)                     | Thomas                                                                        | 4:19     |  |
| 5.  | «Amoré (Sexo)» (con Macy Gray)                   | Gray, Lester Mendez, Dallas Austin, Javier Vazquez                            | 3:51     |  |
| 6.  | «Foo Foo» (con Tabou Combo)                      | Yvon André, Roger Eugène, (Jean) Yves Joseph, Hermann Nau, (Jean) Claude Jean | 6:28     |  |
| 7.  | «Victory Is Won»                                 | Santana                                                                       | 5:20     |  |
| 8.  | «Since Supernatural» (con Melky Jean & Governor) | Wyclef Jean, Jerry "Wonder" Duplessis & Governor                              | 4:32     |  |
| 9.  | «America» (con P.O.D.)                           | Sonny Sandoval, Marcos Curiel, Traa Daniels, Wuv Bernardo                     | 4:35     |  |
| 10. | «Sideways» (con Citizen Cope)                    | Clarence Greenwood (Citizen Cope)                                             | 4:41     |  |
| 11. | «Why Don't You & I» (con Chad Kroeger)           | Chad Kroeger                                                                  | 4:34     |  |
| 12. | «Feels Like Fire» (con Dido)                     | Dido Armstrong, Rollo Armstrong, Pnut                                         | 4:39     |  |
| 13. | «Aye Aye Aye»                                    | Michael Shrieve, Santana, Karl Perazzo, Raul Rekow                            | 4:45     |  |
| 14. | «Hoy Es Adiós» (con Alejandro Lerner)            | Klaus Derendorf, Jean-Yves Docornet, Lerner                                   | 4:37     |  |
| 15. | «One of These Days» (con Ozomatli)               | J B Eckl, K C Porter, Santana                                                 | 5:51     |  |
| 16. | «Novus» (con Plácido Domingo)                    | Santana, Gábor Szabó, Walter Afanasieff, Greg DiGiovine, Ritchie Rome         | 4:10     |  |

## Posicionamiento en lista
| Lista (2002)                        | Posiciones |
| ----------------------------------- | ---------- |
| Australia (ARIA)                    | 11         |
| Austria (Ö3 Austria)                | 4          |
| Bélgica (Ultratop flamenca)         | 34         |
| Bélgica (Ultratop valona)           | 16         |
| Canadá (Billboard Canadian Albums)  | 4          |
| Dinamarca (Hitlisten)               | 4          |
| Países Bajos (Album Top 100)        | 3          |
| Francia (SNEP)                      | 2          |
| Finlandia (Suomen Virallinen Lista) | 7          |
| Alemania (Media Control Charts)     | 2          |
| Greek Albums (IFPI)                 | 2          |
| Italia (FIMI)                       | 1          |
| Noruega (VG-lista)                  | 6          |
| Polonia (ZPAV)                      | 3          |
| Suecia (Sverigetopplistan)          | 15         |
| Suiza (Schweizer Hitparade)         | 1          |
| Reino Unido (UK Albums Chart)       | 15         |
| Estados Unidos (Billboard 200)      | 1          |